# Герб Чокурдаха
Герб муниципального образования городское поселение «Чокурда́х» административного центра Аллаиховского улуса Республики Саха (Якутия) Российской Федерации.
Герб утверждён решением 27-й сессии поселкового Совета Чокурдаха № 61 от 29 ноября 2007 года.
Герб внесён в Государственный геральдический регистр Российской Федерации под регистрационном номером 6421.

## Описание герба
«В зелёном поле с лазоревой оконечностью, обременённой золотой рыбой — чиром, отделённой узким серебряным поясом, обременённым лазоревыми снежинками, — два сообращенных танцующих серебряных журавля — стерха с черными концами крыльев, червлёными лапами, клювами и щеками».

## Описание символики

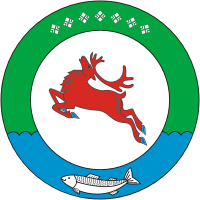
Герб Аллаиховского улуса (2005 год)

В 1991—1993 годах предприятием «Якуталмаз» была выпущена сувенирная серия значков с изображением геральдических символов городов и поселков Якутской области. Эмблемы имели одинаковую для всех знаков верхнюю часть — в голубом поле бегущий северный олень серебряного цвета между двух серебряных снежинок. Щит всех эмблем пересекает пояс красного цвета, в котором расположено название населённого пункта.
В нижней части эмблемы посёлка Чокурдах на синем поле золотой олень, запряжённый серебряными нартами, на нартах золотой силуэт человека. Вверху над оленьей упряжкой сполохи полярного сияния серебряного цвета.
2 февраля 2005 года был утверждён герб Аллаиховского улуса. Олень из эмблемы посёлка Чокурдах стал основной фигурой герба района.
29 ноября 2007 года был утверждён ныне действующий герб Чокурдаха.